# Палацина ди Сопра (Болоња)
Палацина ди Сопра (итал. Palazzina di Sopra) је насеље у Италији у округу Болоња, региону Емилија-Ромања.
Према процени из 2011. у насељу је живело 95 становника. Насеље се налази на надморској висини од 36 м.